# Lillsjön (Dunkers socken, Södermanland)
Lillsjön är en sjö i Flens kommun i Södermanland och ingår i Norrströms huvudavrinningsområde. Sjön har en area på 0,0718 kvadratkilometer och ligger 59,1 meter över havet. Sjön avvattnas av vattendraget Tandlaån (Slytån).

## Delavrinningsområde
Lillsjön ingår i det delavrinningsområde (656676-155140) som SMHI kallar för Utloppet av Sotsjön. Medelhöjden är 72 meter över havet och ytan är 9,31 kvadratkilometer. Det finns inga avrinningsområden uppströms utan avrinningsområdet är högsta punkten. Tandlaån (Slytån) som avvattnar avrinningsområdet har biflödesordning 2, vilket innebär att vattnet flödar genom totalt 2 vattendrag innan det når havet efter 162 kilometer. Avrinningsområdet består mestadels av skog (84 procent). Avrinningsområdet har 0,42 kvadratkilometer vattenytor vilket ger det en sjöprocent på 4,5 procent.